# Пульпа (техніка)

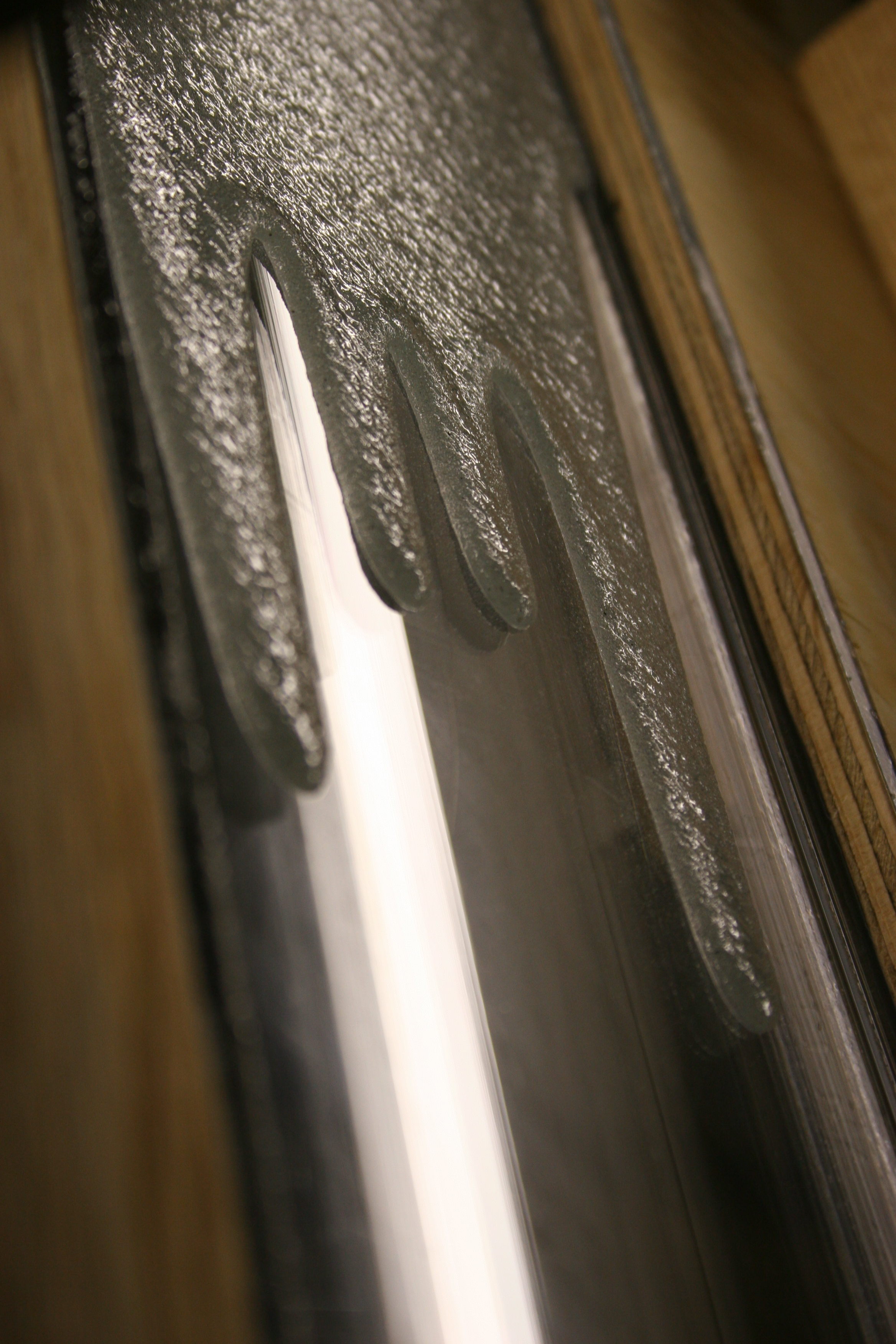
Пульпа із скляних кульок у силіконовій олії стікає похилою площиною.

Пульпа (англ. pulp, slurry ; нім. Trübe f, Pulpe f) — суміш твердих частинок і рідини, рідка неоднорідна система.
За крупністю частинок розрізнюють різновиди пульпи:
- грубі суспензії,
- тонкі суспензії,
- шлами (мули),
- колоїдні розчини.

Концентрація пульпи (відношення маси твердої і рідкої фаз) вимірюється в % твердого або співвідношенні твердого до рідкого (Т:Р). Пульпа використовується при збагаченні корисних копалин, в гідромеханізації, при гідравлічному транспортуванні, для гасіння пожеж.
Розрідженість — відношення маси рідкого до маси твердого у деякому об’ємі пульпи. Розрідженість показує скільки кубічних метрів (або тонн) води припадає на 1 т твердого.
Склад пульпи характеризується вмістом твердого в пульпі по масі, розрідженістю, густиною і в’язкістю.
Вміст твердого у пульпі по масі є відношенням маси твердої речовини до маси усієї пульпи, у якій міститься ця кількість твердого. Вміст твердого оцінюється у процентах або частках одиниці.

## Різновиди
Пульпа флотаційна — становить багатофазну систему, що складається з твердої фази (дрібні мінеральні частинки), рідкої фази (вода, реаґенти) і газоподібної фази (бульбашки повітря). Результати флотаційного збагачення залежать від властивостей і структури фаз.